# Brigada 2506

Brasão da Brigada 2506.

A Brigada 2506 (Brigada Asalto 2506) foi um grupo de exilados cubanos patrocinado pela CIA, formado em 1960 para tentar derrubar militarmente o governo cubano liderado por Fidel Castro. Ele realizou os desembarques abortados da invasão da Baía dos Porcos em Cuba em 17 de abril de 1961.
Era formada por 1 511 homens treinados principalmente em luta de guerrilha.

## Histórico

Bandeira do grupo.

Em maio de 1960, a CIA começou a recrutar exilados cubanos anti-Castro na área de Miami. Para a maioria dos recrutas, o treinamento de infantaria foi realizado em uma base da CIA com o codinome JMTrax, perto de Retalhuleu, na Sierra Madre, na costa do Pacífico da Guatemala.
Em novembro de 1960, com Gregorio Aguilar Matteo liderando o treinamento com 430 homens, os líderes foram escolhidos e o grupo foi nomeado Brigada 2506. Também era conhecido como Batalhão Blindado entre os membros, usando o número de membro de Carlos (Carlyle) Rafael Santana Estevez, que havia morrido em um acidente de treinamento em setembro de 1960. Os principais comandantes foram nomeados da seguinte forma:
- Manuel Francisco Artime Buesa: Líder político
- José Alfredo Pérez San Román: Comandante militar
- Erneido Andrés Oliva González: Militar segundo em comando
- Manuel Villafaña Martínez: Comandante da Força Aérea
- Ramón J. Ferrer Mena: Chefe de gabinete
- Enrique Ruiz Williams
- Higinio Nino Diaz
- Francisco Pérez Castro "Brillo": Batalhão de Infantaria
- Alejandro del Valle Martí: 1º Batalhão de Pára-quedistas
- Hugo Sueiro Ríos: 2º Batalhão de Infantaria
- Noelio Montero Díaz: 3º Batalhão
- Valentín Bacalao Ponte "Pipo": 4º Batalhão Blindado
- Ricardo Montero Duque: 5º Batalhão de Infantaria
- Francisco Montiel Maciera Rivera: 6º Batalhão de Infantaria
- Roberto Pérez San Román: Batalhão de Armas Pesadas

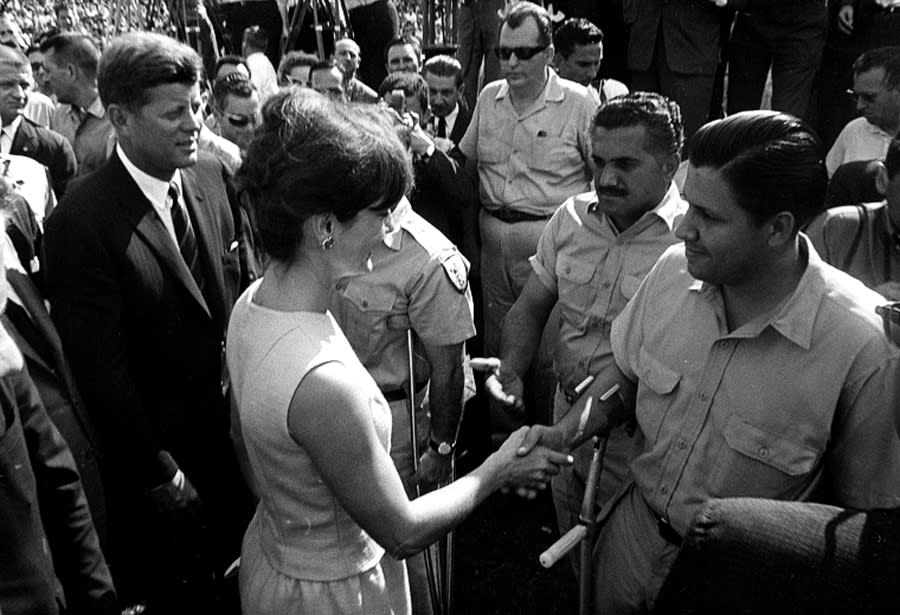
John F. Kennedy e Jackie Kennedy cumprimentam membros da brigada no Miami Orange Bowl.

Cerca de 1 334 homens viajaram em uma força marítima da Guatemala, dos quais cerca de 1.297 realmente desembarcaram em Cuba, além de 177 paraquedistas aéreos adicionais. Estima-se que 114 se afogaram ou foram mortos em ação, e 1 183 foram capturados, julgados e presos. Simpatizantes privados nos Estados Unidos acabaram negociando para dar US$ 53 milhões em alimentos e remédios em troca da libertação e repatriação de prisioneiros da Brigada para Miami a partir de 23 de dezembro de 1962. Em 29 de dezembro de 1962, o presidente John F. Kennedy organizou um 'bem-vindo de volta' cerimônia para os veteranos capturados da Brigada 2506 no Orange Bowl em Miami. Alguns de seus membros fundaram a Brigade 2506 Veteran's Association, que controla o Museu e Biblioteca da Baía dos Porcos em Miami.